# Liste der Baudenkmäler im Kreis Viersen

Kreis Viersen

Die Liste der Baudenkmäler im Kreis Viersen umfasst:
- Liste der Baudenkmäler in Brüggen
- Liste der Baudenkmäler in Grefrath
- Liste der Baudenkmäler in Kempen
- Liste der Baudenkmäler in Nettetal
- Liste der Baudenkmäler in Niederkrüchten
- Liste der Baudenkmäler in Schwalmtal
- Liste der Baudenkmäler in Tönisvorst
- Liste der Baudenkmäler in Viersen
- Liste der Baudenkmäler in Willich

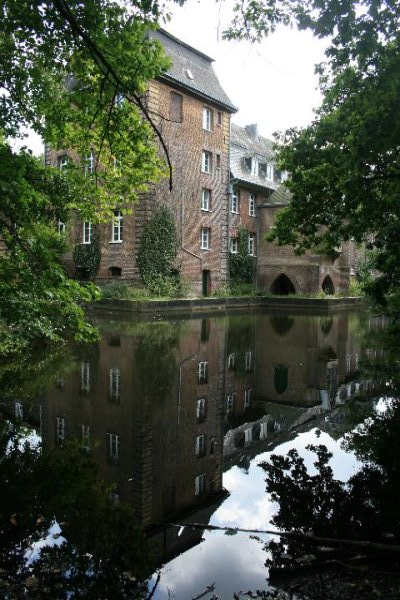
Schloss Dilborn (Brüggen)
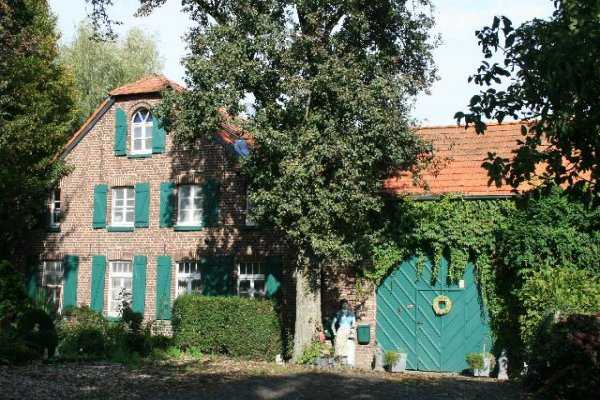
Hofanlage (Grefrath)
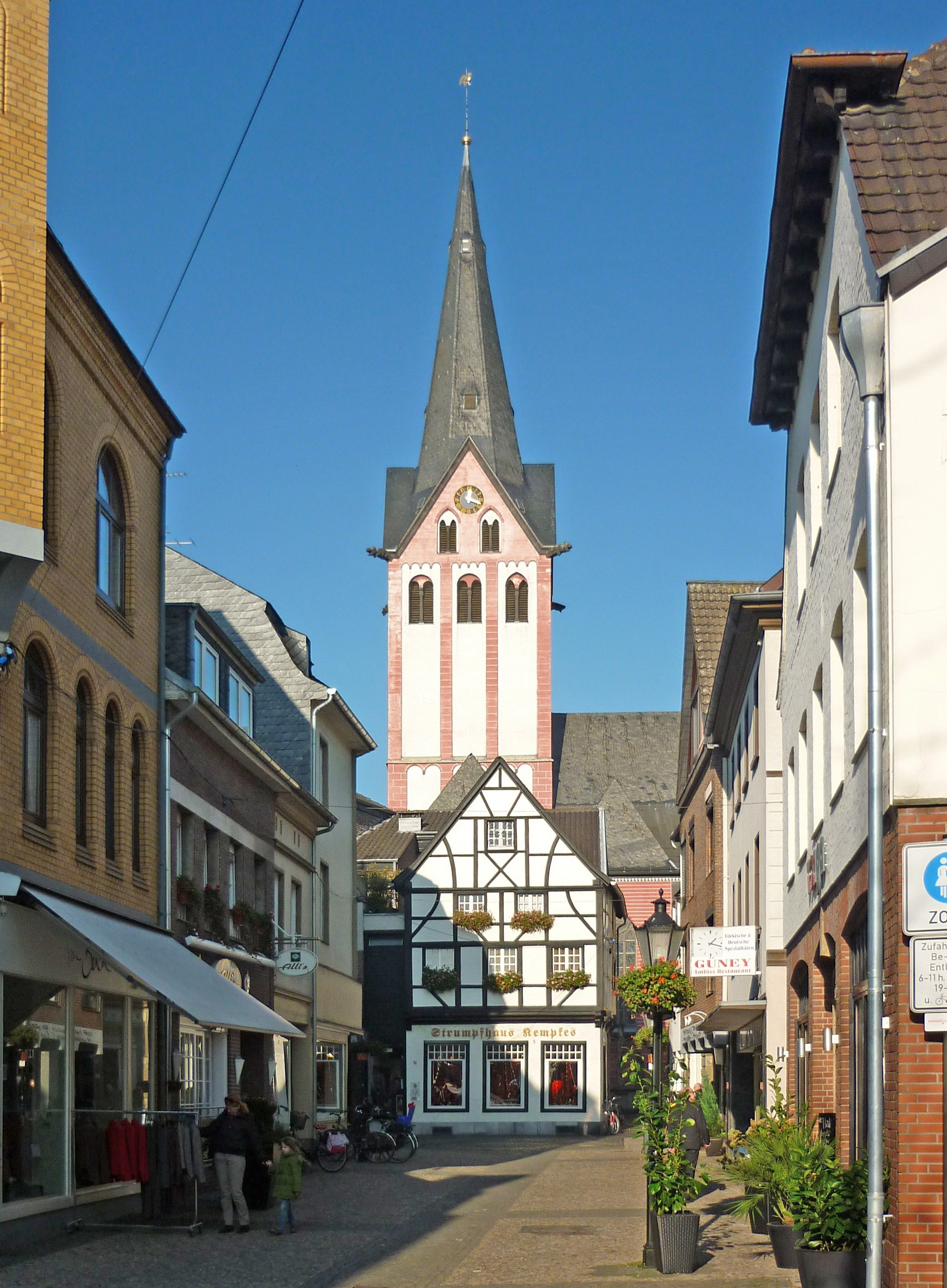
Peterstr. Propsteikirche (Kempen)
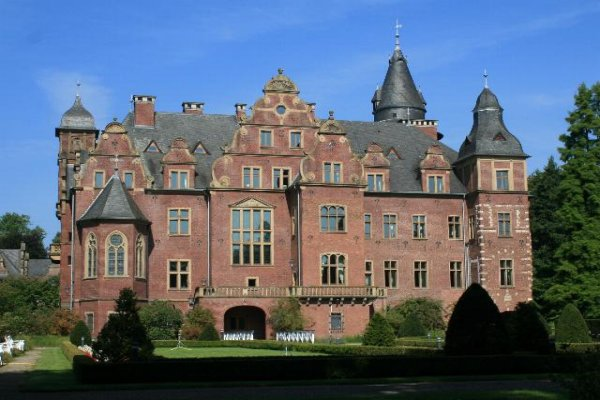
Schloss Krickenbeck (13. J.) Hinsbeck (Nettetal)
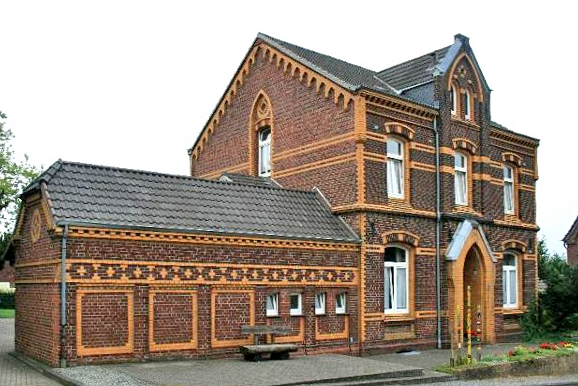
Wohnhaus Laurentiusstraße (Niederkrüchten)
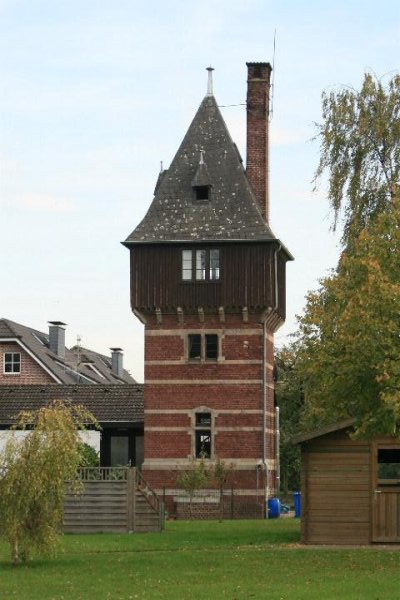
ehem. Wasserturm (Schwalmtal (Niederrhein))
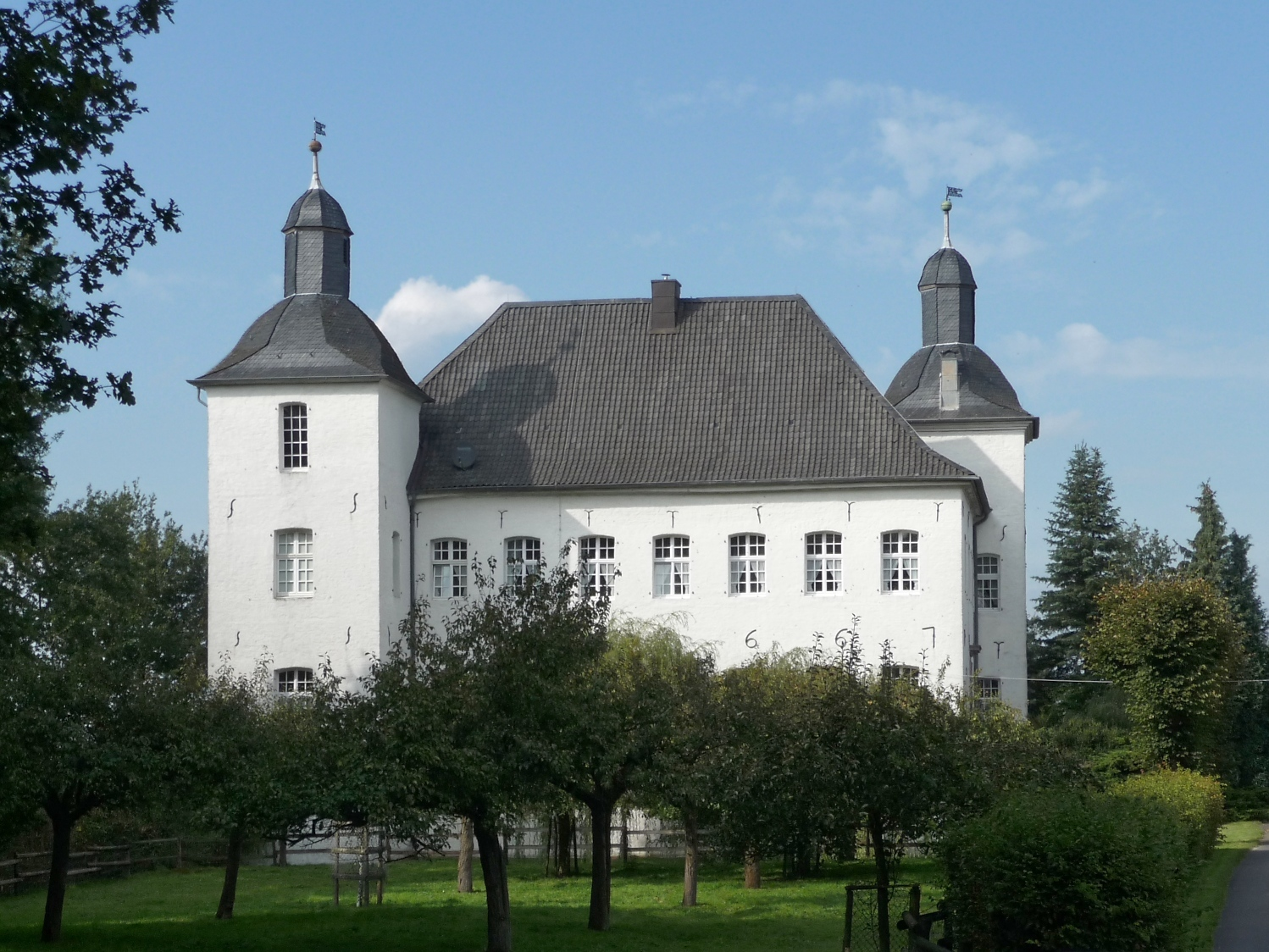
Haus Neersdonk (Tönisvorst)
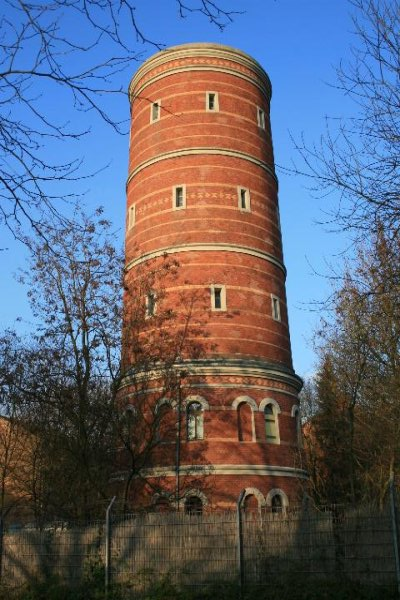
Alter Wasserturm Dülken (Viersen)
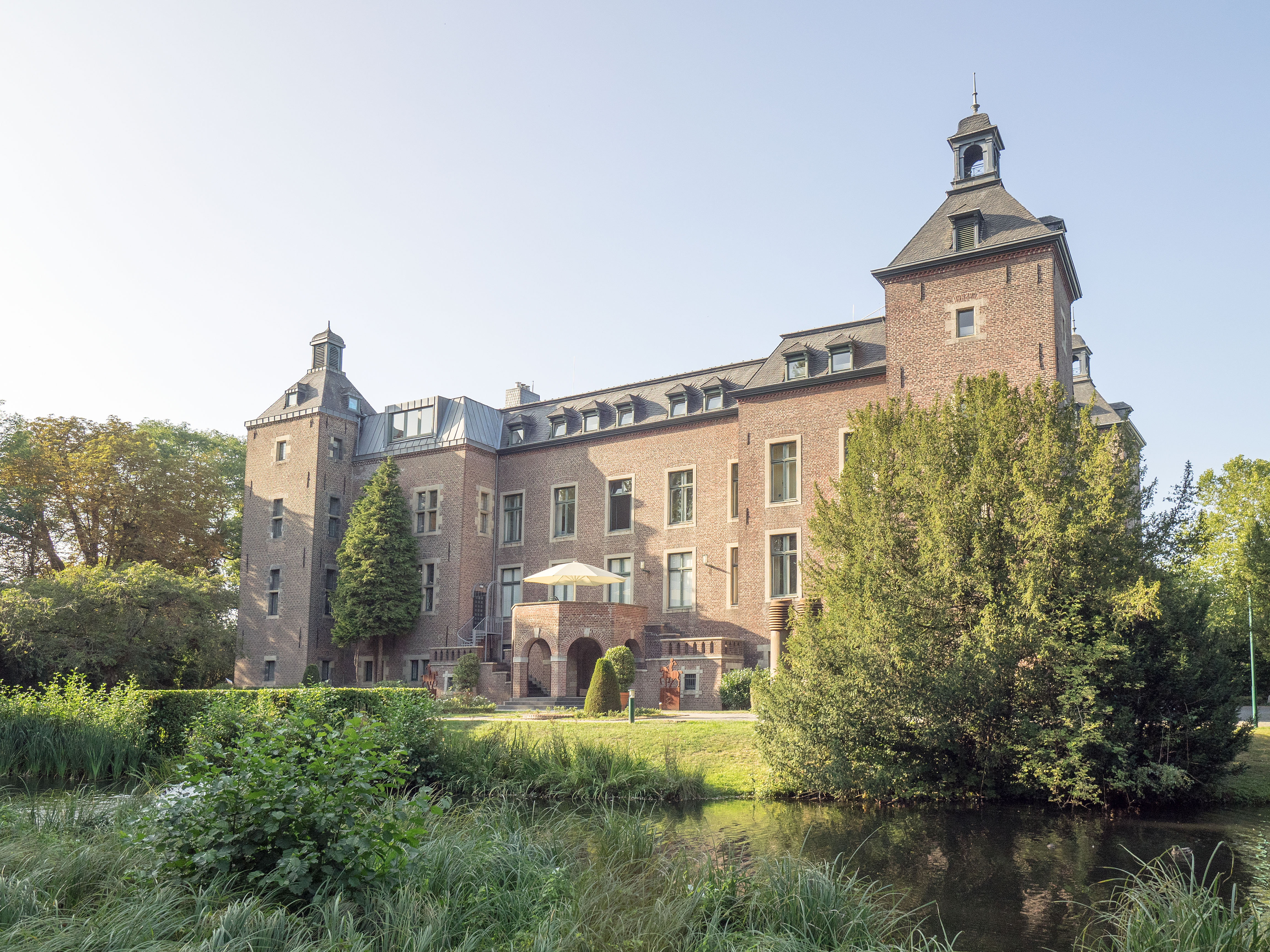
Schloss Neersen (Willich)